# Херман I фон Еверщайн
Херман I фон Еверщайн-Поле (на немски: Hermann I von Everstein-Polle; * пр. 1200; † 1272) е граф на Еверщайн-Поле в Долна Саксония.

## Произход
Той е син на граф Албрехт IV фон Еверщайн († 1214) и първата му съпруга с неизвестно име. Внук е на граф Албрехт III (II) фон Еверщайн († 1197/1202) и принцеса Рикса Полска († 1185), вдовица на крал Алфонсо VII от Кастилия († 1157), дъщеря на полския крал Владислав II Изгнаник († 1159) и Агнес фон Бабенберг Австрийска († 1157).
Баща му се жени втори път за Агнес Баварска фон Вителсбах († сл. 1219), вдовица на вилдграф Герхард I фон Кирбург († сл. 1198), дъщеря на пфалцграф Ото VII фон Вителсбах († 1189) и Бенедикта фон Вьорт.
Брат е на граф Лудвиг I 'Стари' († 1284), граф Конрад (IV) († 1256), и на духовниците Ото 'Стари' фон Еверщайн († 1270) и Фридрих фон Еверщайн († 1261). Полубрат е на граф Ото I фон Еверщайн († сл. 1282), Хайнрих († сл. 1225), Алберт, домхер в Хилдесхайм († сл. 1260), София († сл. 1272), Бенедикта († сл. 1283), Адела († 1233) и Клеменция фон Еверщайн († сл. 1257).

## Фамилия
Херман I фон Еверщайн-Поле се жени за Хедвиг Якобсдотер († 6 юни 1266), дъщеря на Йохан Якобсон († 1240) и Аделхайд фон Дасел († 1263), дъщеря на граф Адолф I фон Дасел († 1224) и Аделхайд фон Васел († 1244). Те имат децата:
- Ото III фон Еверщайн († между 25 май 1312/16 февруари 1314), граф на Еверщайн, господар на Поле, женен I. за фон Билщайн († пр. 1285), II. пр. 1285 г. за графиня Луитгард фон Шладен († сл. 9 май 1331)
- Агнес фон Еверщайн († сл. 1306), омъжена за Бодо фон Хомбург († сл. 1316)
- София фон Еверщайн († сл. 1294), омъжена пр. 1 юли 1282 г. за Бернхард фон Бракел († сл. 1313)
- Бернхард фон Еверщайн († сл. 1272)
- Алберт фон Еверщайн († сл. 1291), приор в Корвей
- Конрад фон Еверщайн († сл. 1286)